# Pueyrredón (línea D del subte de Buenos Aires)
Pueyrredón es una estación de la línea D de la red de subterráneos de la Ciudad de Buenos Aires. Se encuentra ubicada en la intersección de las avenidas Santa Fe y Pueyrredón, en el barrio de Recoleta.
Posee una tipología subterránea con un andén central y dos vías. Posee un vestíbulo intermedio, y acceso mediante escaleras, escaleras mecánicas y ascensor. Permite hacer combinación con la línea H a través de una conexión con la estación Santa Fe-Carlos Jáuregui.

## Historia
La estación fue construida por la compañía española CHADOPyF e inaugurada el 5 de septiembre de 1938, al extenderse la línea hasta Palermo.
El 14 de enero de 1975 un choque entre las estaciones Facultad de Medicina y Pueyrredón dejó un saldo de cuatro heridos. El 5 de septiembre de 1995 ocurrió otro accidente producto de un choque entre dos formaciones en el andén hacia Catedral, dejando un saldo de 49 heridos.
El 17 de enero de 2012 comenzó la construcción de la estación Santa Fe de la línea H, que permitiría la combinación entre ambas líneas. Fue inaugurada el 12 de julio de 2016. Dicha estación se inauguró con una combinación provisoria mediante un túnel angosto y largo, habilitándose el definitivo meses después. La combinación provisoria estaba conformada por un túnel con cuatro tramos de escaleras. Además para hacer la conexión se debía salir de los molinetes hacia los vestíbulos de las estaciones, por lo que personal de Metrovías entregaba a los pasajeros una tarjeta inteligente (de aspecto similar a las Subtepass) para pasar a la otra línea y no pagar nuevamente. Para construir el túnel definitivo, parte del andén de la estación Pueyrredón fue tapiado a principios del mes de junio. En diciembre de 2016, solo se habilitó un túnel de combinación para ir desde la línea H a la D. Se realizó la habilitación del segundo túnel en abril de 2017.

## Decoración
Por su estructura con andén central, la estación Pueyrredón no fue dotada por su constructora, la CHADOPyF, con murales ornamentales. Posteriormente, su concesionaria pública, Subterráneos de Buenos Aires, adornó el pasillo que se dirige de la boletería a la boca de salida con una serie de murales hechos con azulejos cerámicos.
En julio de 2015, se intervinieron los pasillos de acceso con paisajes de la Ciudad de Buenos Aires, obra del artista y arquitecto Gustavo Reinoso.

## Hitos urbanos
Se encuentran en las cercanías de esta:
- Comisaría n.º 19 de la Policía Federal Argentina
- Hospital Alemán
- Consulado de Guinea Ecuatorial
- Escuela Primaria Común n.º 10 Gregoria Pérez
- Liceo n.º 01 José Figueroa Alcorta
- Colegio n.º 06 Manuel Belgrano
- Universidad Nacional de las Artes
- Palacio de Aguas Corrientes

## Imágenes

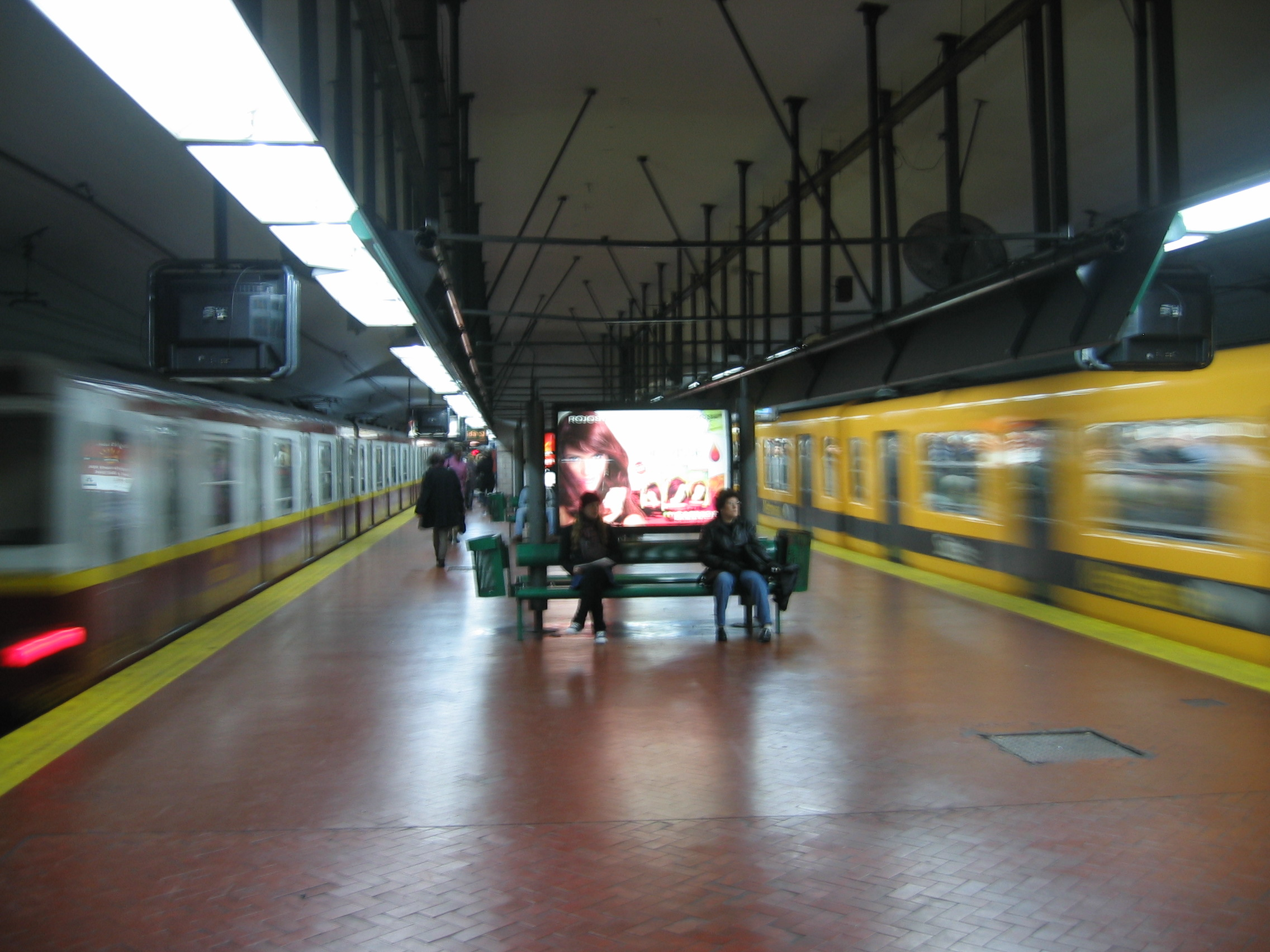
Dos formaciones pasan por Pueyrredón.
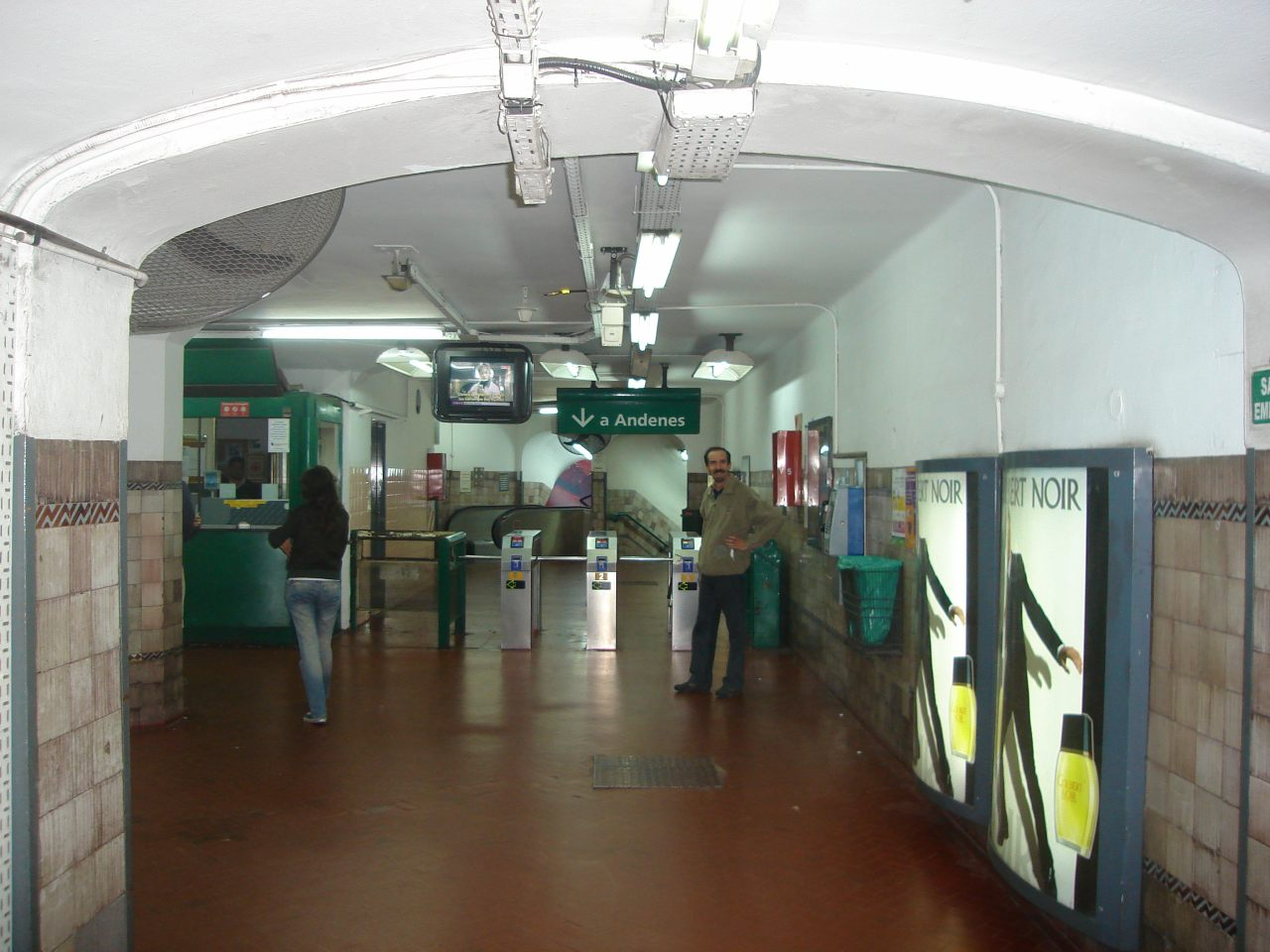
Vestíbulo y boleterías en 2007.
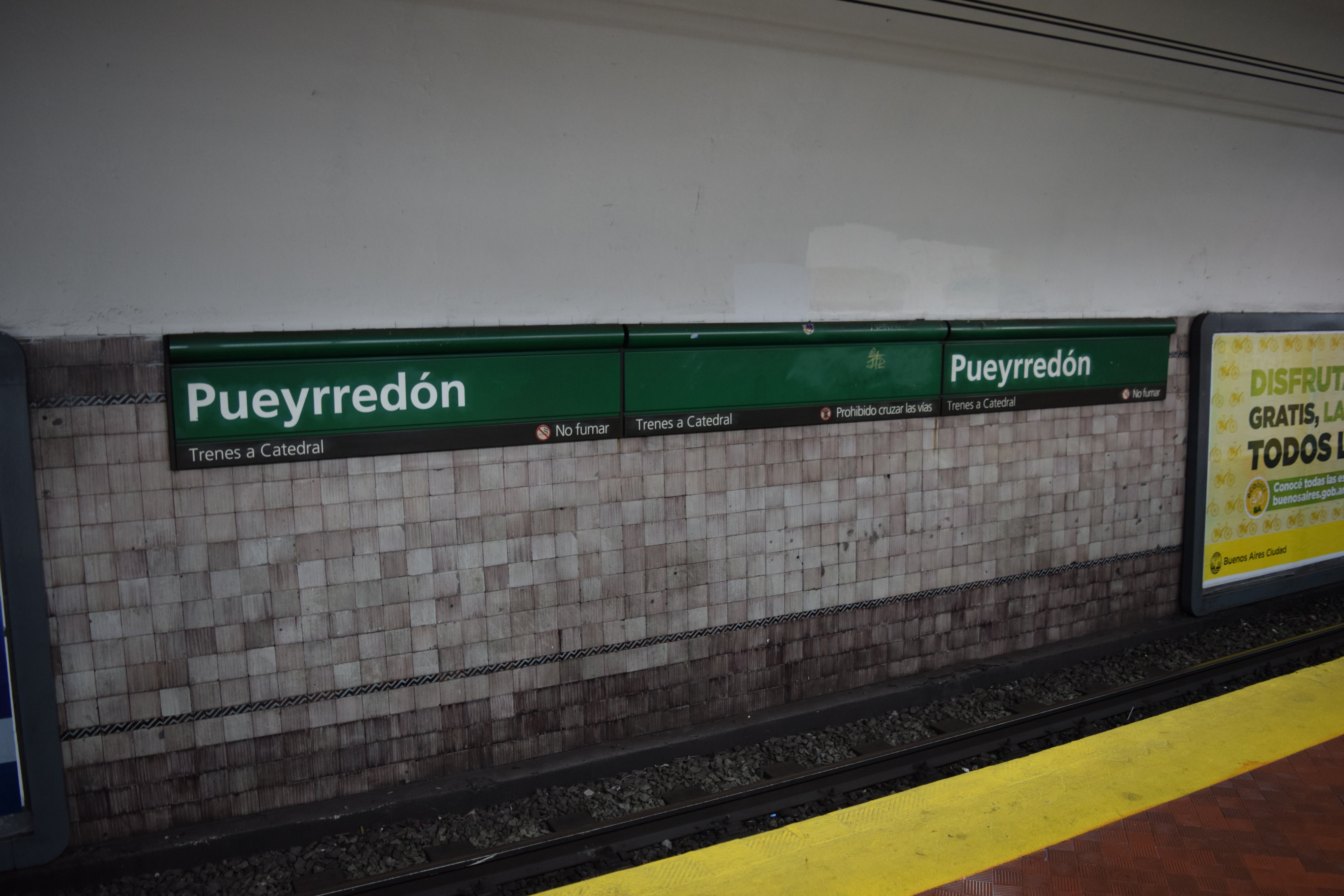
Señalética en 2015.
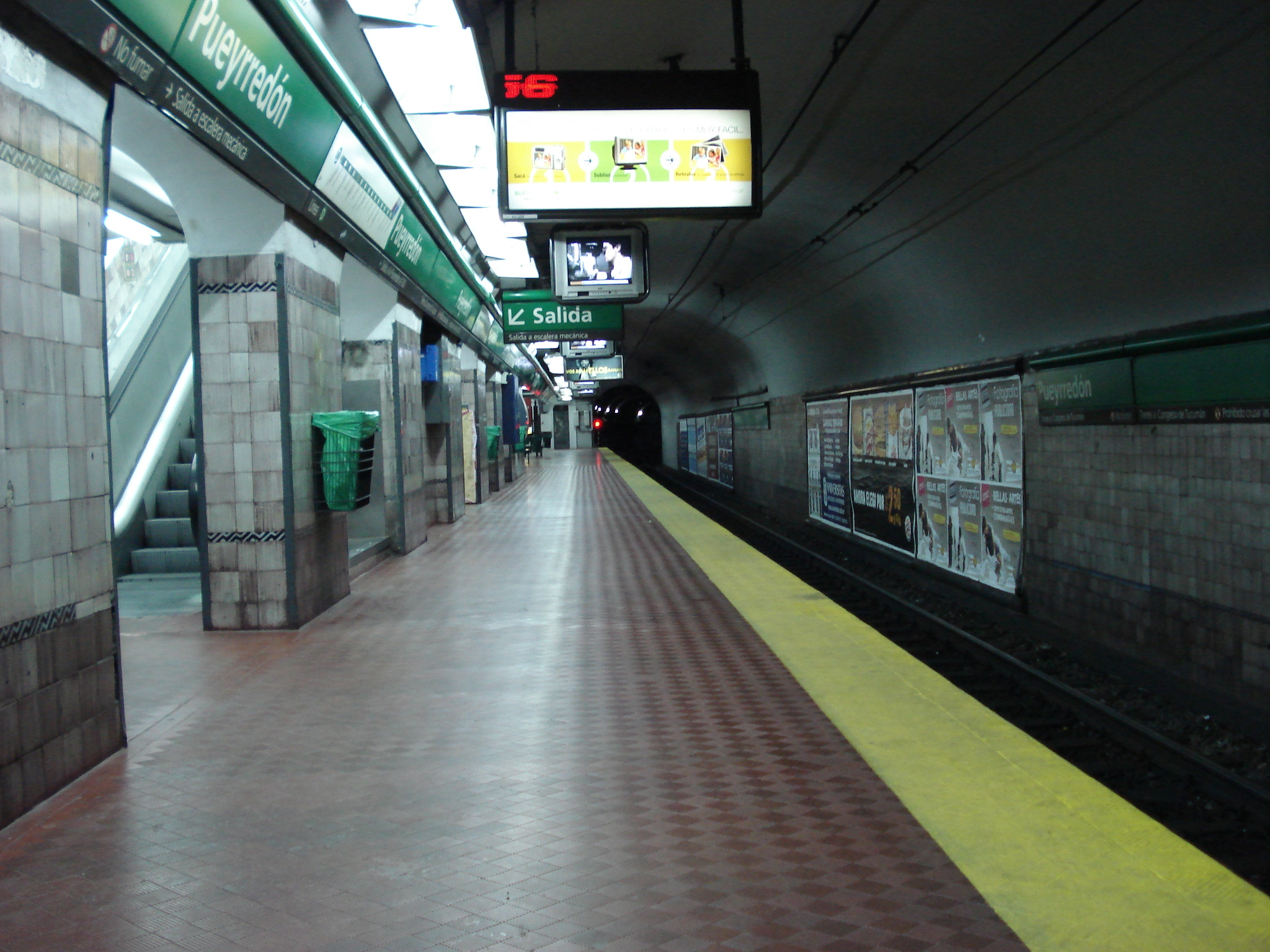
Vista del andén a Congreso de Tucumán en 2007.
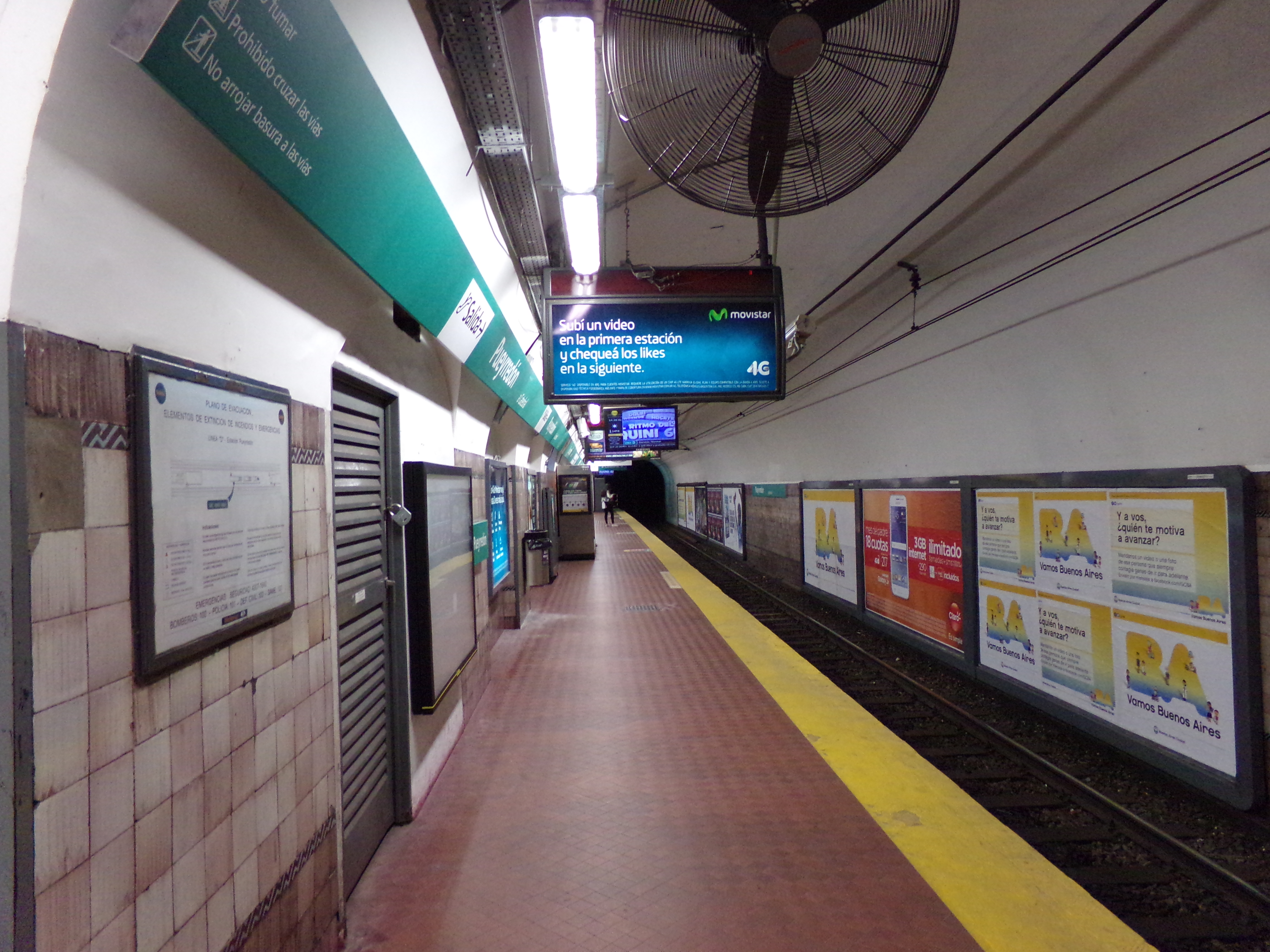
Vista del andén a Catedral en 2016.
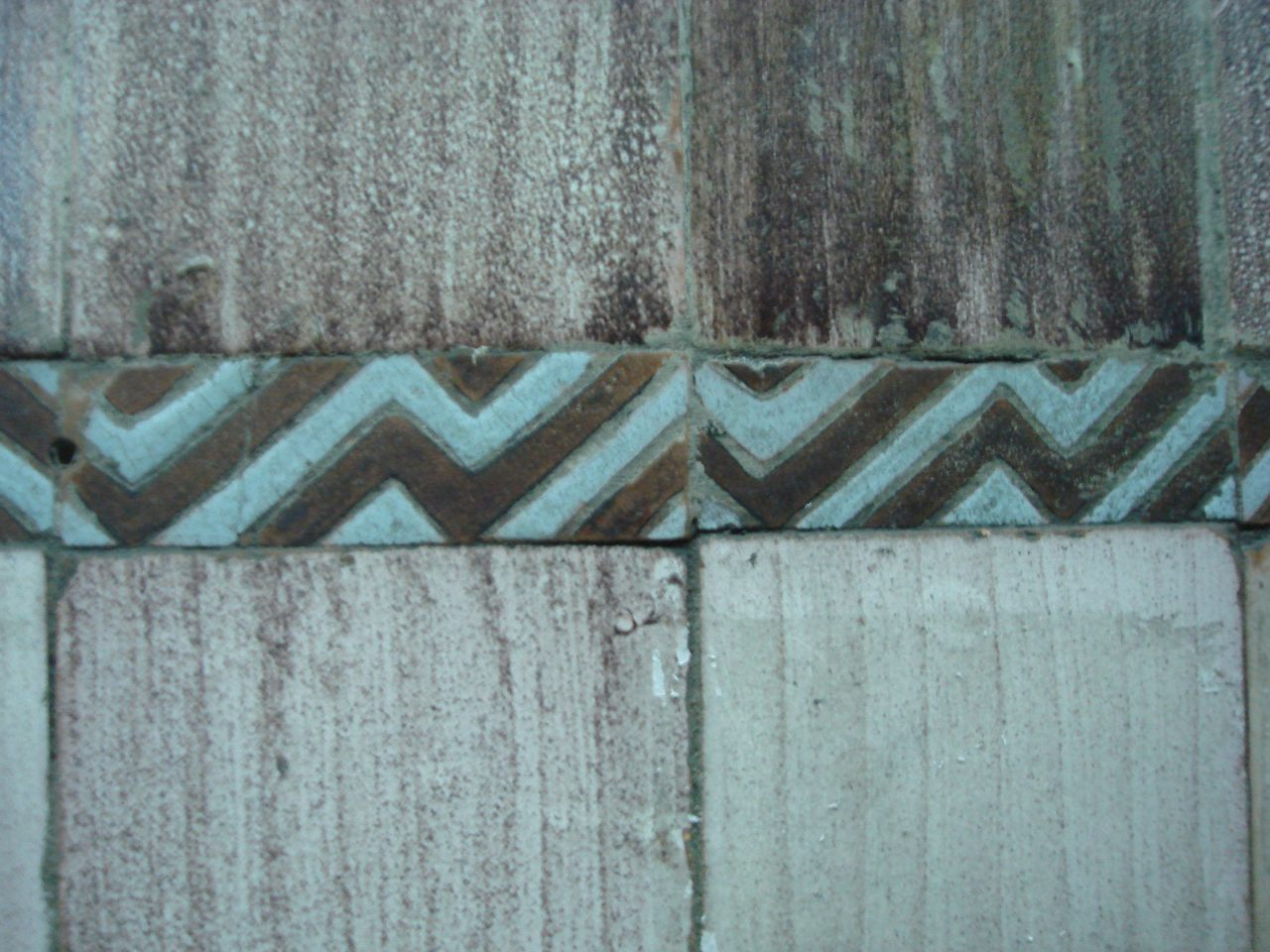
Detalle de las mayólicas.